# Ruine Serviezel
Die Ruinen der Ruine Serviezel liegen auf dem Gebiet der Gemeinde Valsot westlich von Martina im Unterengadin im schweizerischen Kanton Graubünden.

## Lage
Die Ruinen der Höhenburg liegen bei 1230 m ü. M. auf einem länglichen Felsen zwischen zwei Tobeln zwischen Martina und Tschlin. Die Burg ist von Martina aus in gut einer halben Stunde zu Fuss erreichbar. Das letzte Stück des Weges ist jedoch schwer zu finden, äusserst steil und nur geübten Kletterern zu empfehlen.

## Anlage
Einige Reste der nördlichen Umfassungsmauer haben sich erstaunlich gut erhalten. Von der südlichen Ringmauer ist nur noch ein kleiner Rest erkennbar. Das Plateau selbst ist stark überwachsen, von den einstigen Gebäuden ist nichts mehr zu erkennen. Einige rechteckige Terrassierungen weisen auf  Überbauungen hin.
Im Sommer 2011 wurde der Weg zur Ruine ausgebessert sowie eine Informationstafel angebracht. Sträucher und Bäume, die die Anlage überwuchert hatten, wurden entfernt.

## Geschichte
Wie bei der gleichnamigen Ruine von Ramosch fehlen auch hier schriftliche Unterlagen über Erbauung und Geschichte der Burg. Ulrich Campell erwähnt 1573, dass die Burg von den Einheimischen Chaistelg Ser Guietzel genannt werde.  Der Name Serviezel kann demnach von «Herr Wezzel» abgeleitet werden. Ein Wezzel wird bei den Herren von Ramosch 1148 als Wezel de Remuscie und 1150 als Wezelo de Ramuscia erwähnt. Wann und unter welchen Umständen die Burg verlassen wurde, ist nicht bekannt.

## Galerie

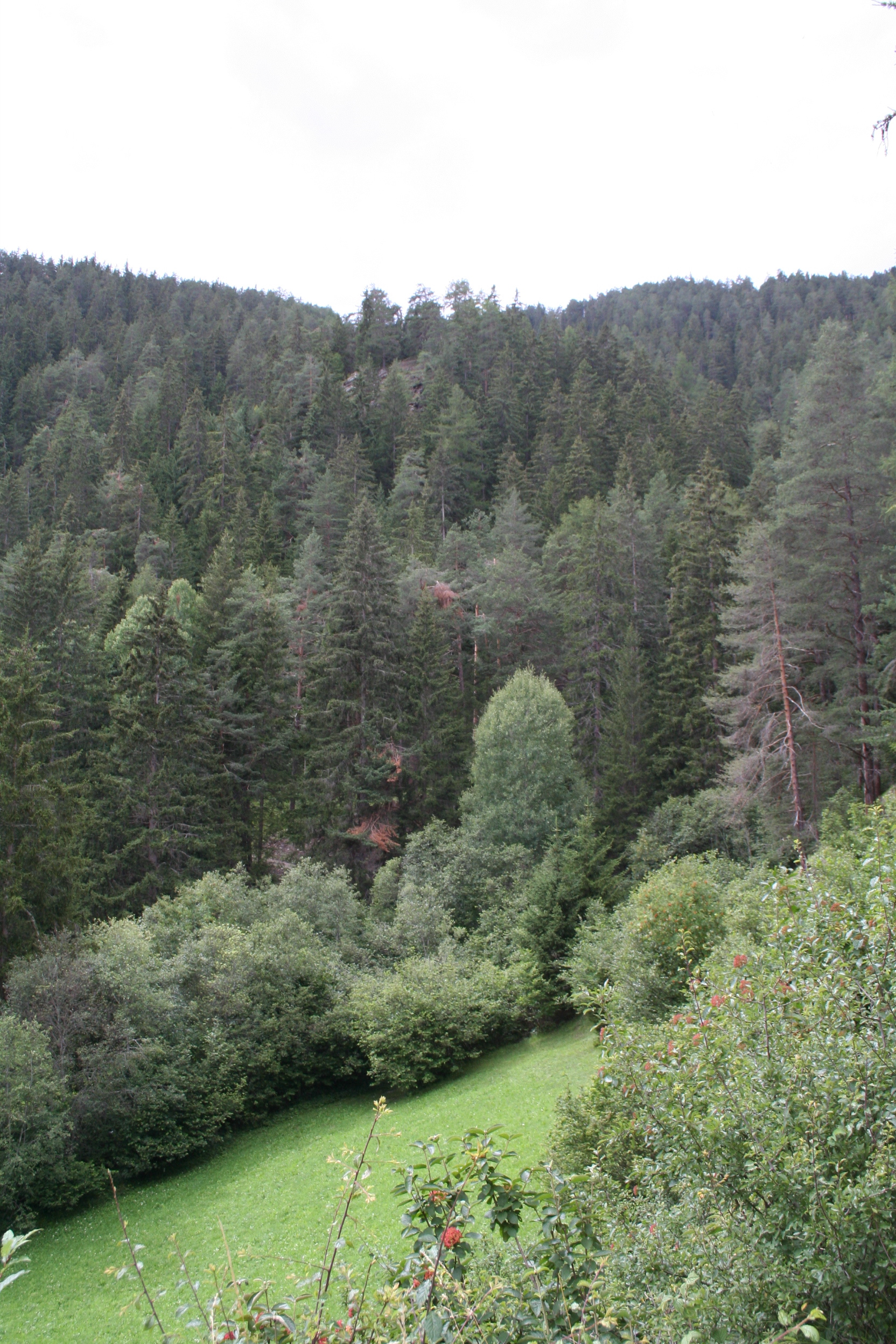
Burghügel
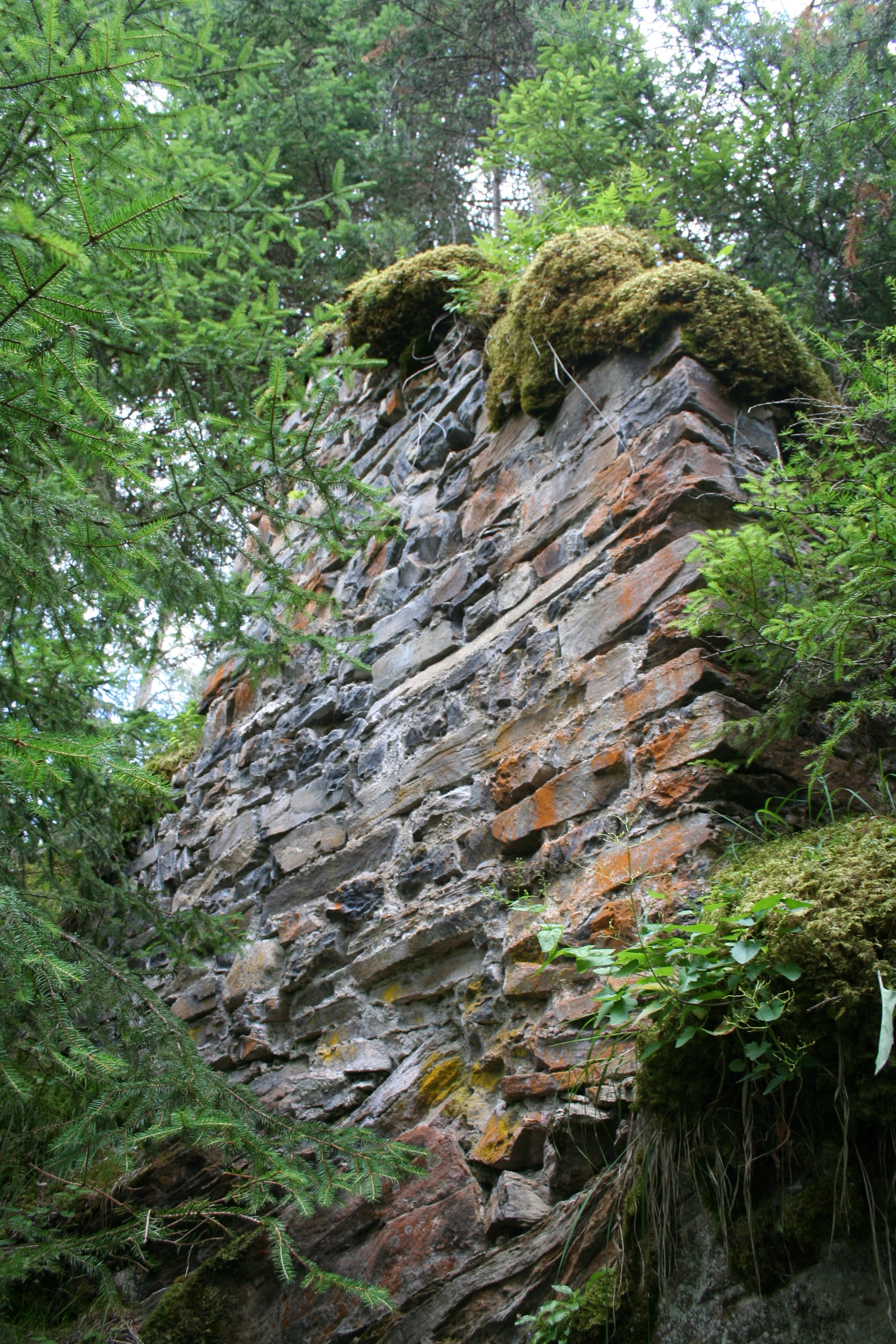
Nördliche Beringecke
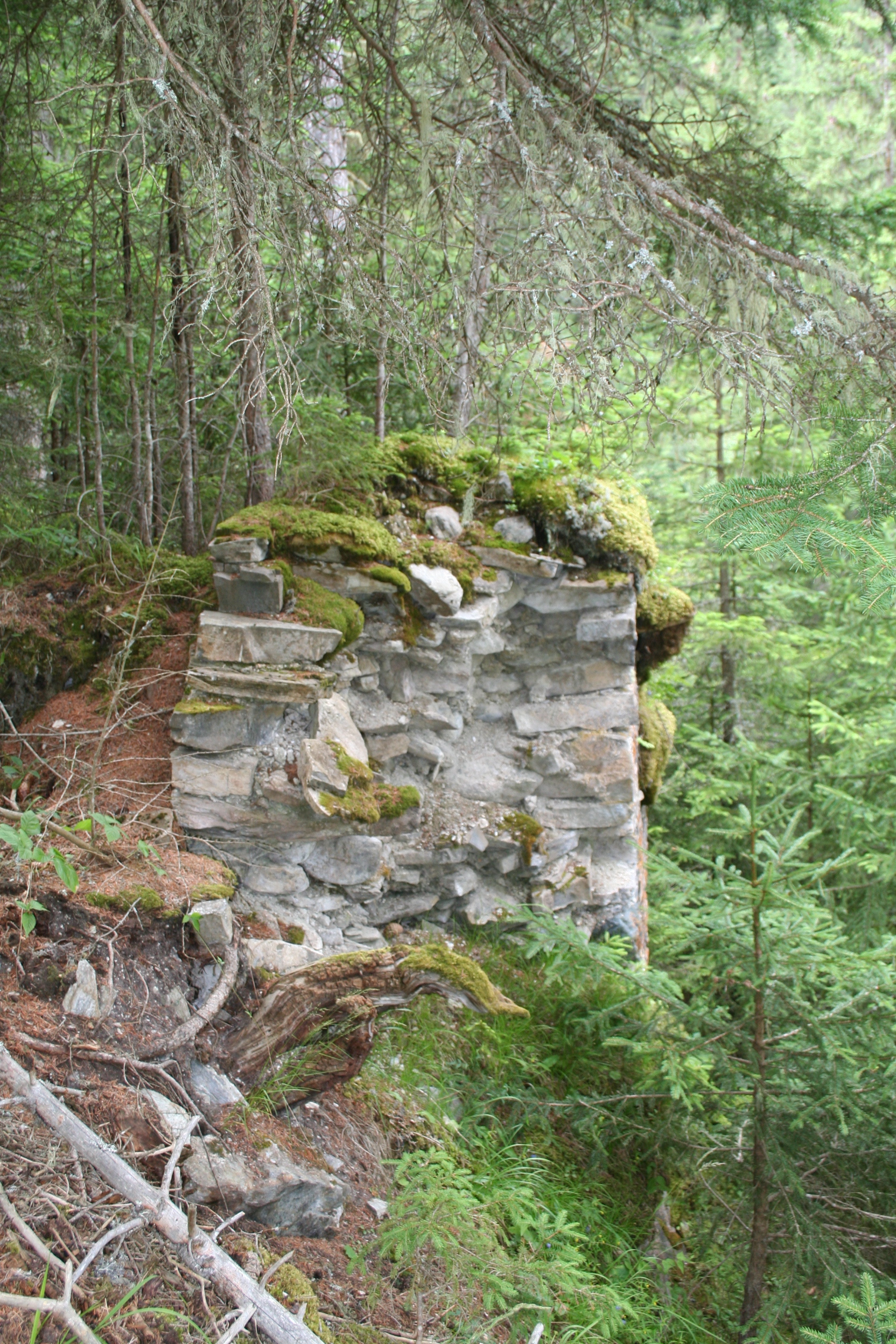
Mauerabbruch im Norden
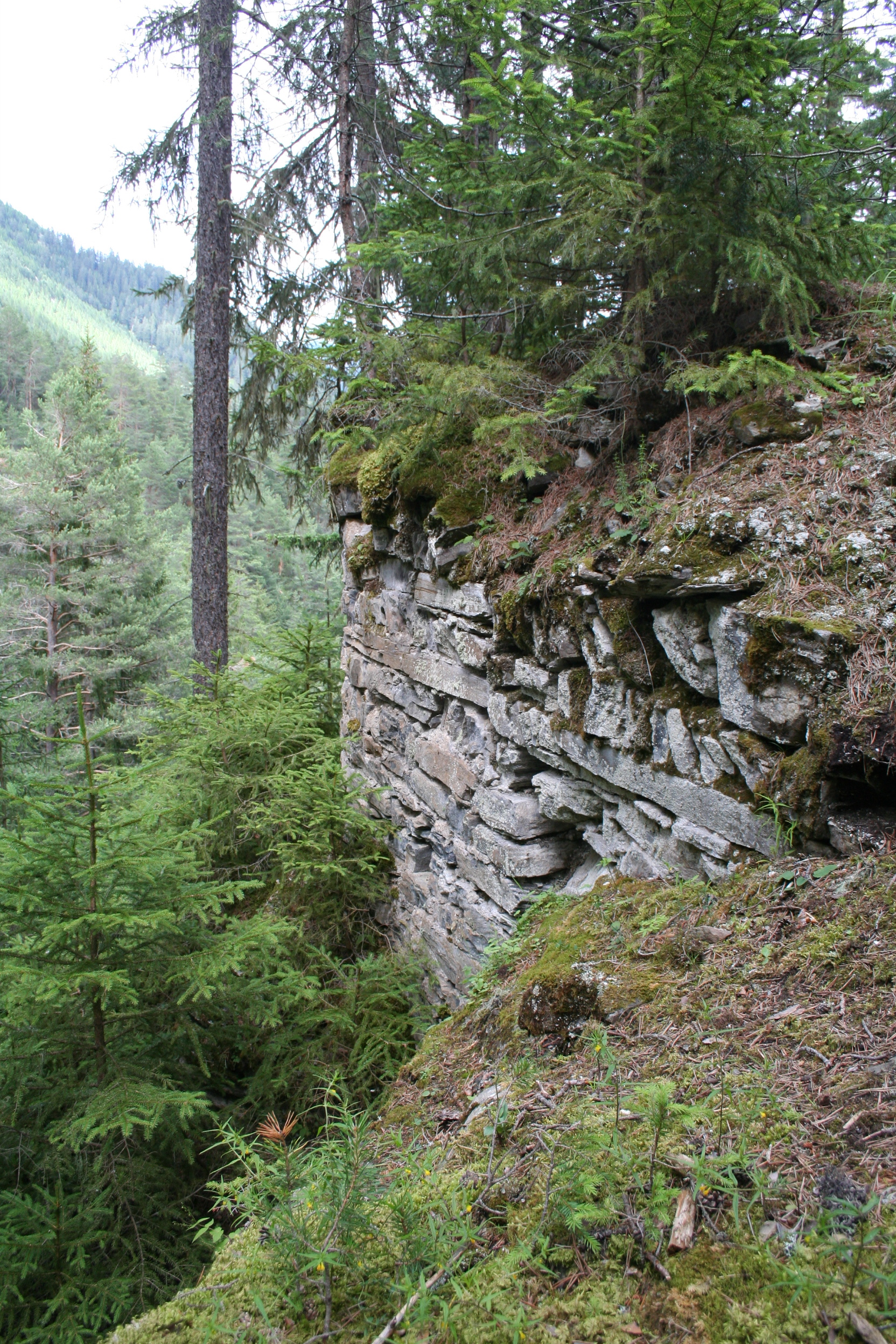
Nordecke
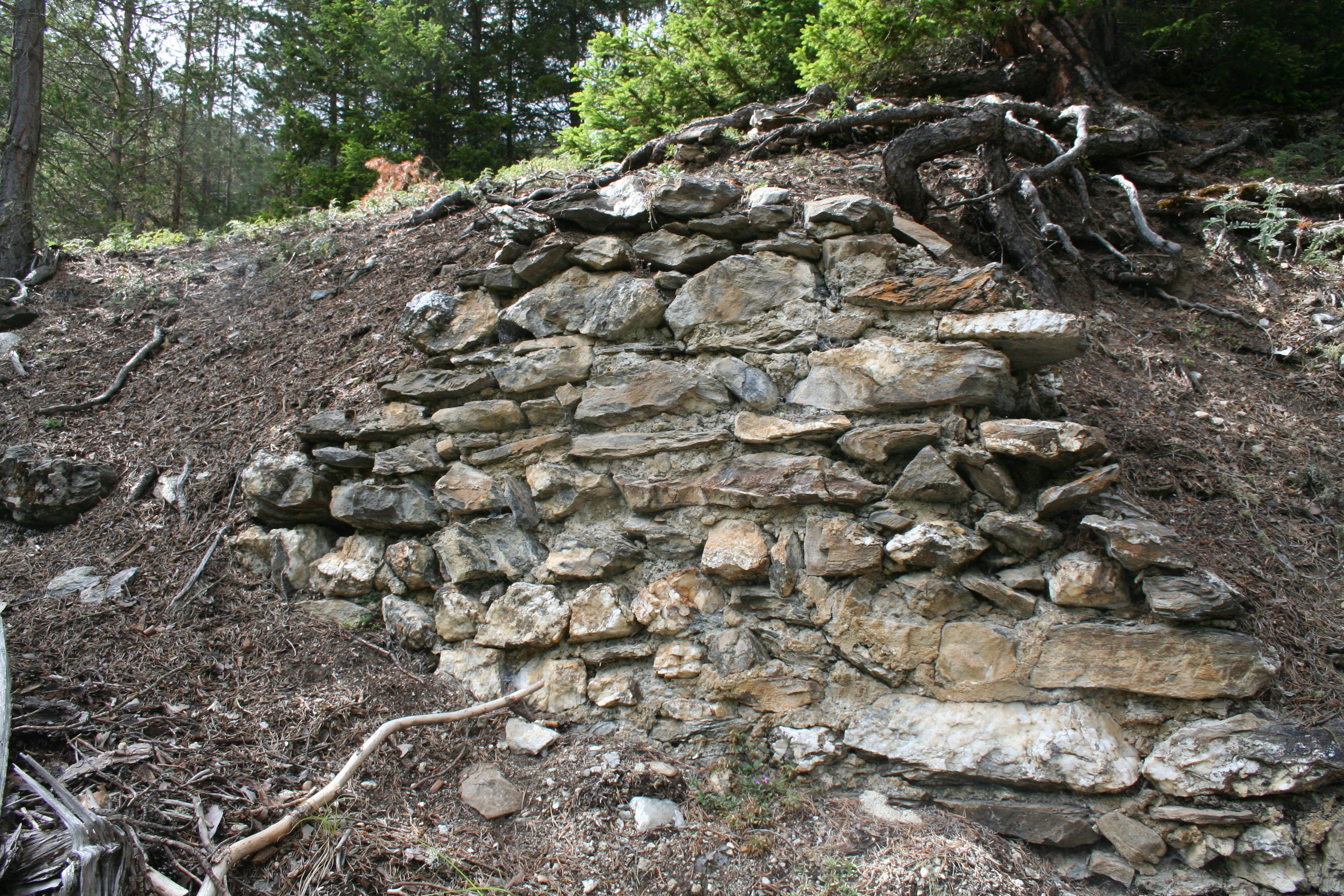
Rest der Südmauer